# Kylie Cantrall
Kylie Lorena Cantrall (Los Angeles, 25 de junho de 2005) é uma atriz e cantora norte-americana.
Em sua carreira de atriz, interpretou o papel principal como Gabby Duran na série Gabby Duran: Babá de Aliens (2019-2021), e um papel recorrente como Dani na quarta temporada de High School Musical: A Série: O Musical (2023). Kylie interpreta o papel principal como Red nos filmes de Descendentes, Descendentes: A Ascensão de Copas (2024) e sua próxima sequência (2026). Como artista de voz interpretou Savannah Meades no filme de animação Ron Bugado (2021).
Como cantora, gravou diversos singles, sendo seu primeiro EP lançado em 2023.

## Filmografia

### Filmes
| Ano  | Título                                     | Papel           | Notas                         |
| ---- | ------------------------------------------ | --------------- | ----------------------------- |
| 2021 | Ron Bugado                                 | Savannah Meades | Voz                           |
| 2024 | Descendentes: A Ascensão de Copas          | Red             | Filme original Disney+        |
| 2024 | Wickedly Sweet: A Descendants Short Story  | Red             | Papel de voz; curta-metragem  |
| 2025 | Shuffle of Love: A Descendants Short Story | Red             | Curta-metragem                |
| 2026 | Descendentes: Wicked Wonderland            | Red             | Papel principal; pós-produção |

### Televisão
| Ano       | Título                                           | Papel                      | Notas |
| --------- | ------------------------------------------------ | -------------------------- | --- |
| 2018      | Bizaardvark                                      | Tessa                      | Episódio: "Paige está Errada"                                                                                |
| 2018      | A Casa da Raven                                  | Jasmine                    | 3 episódios - "Sleevemore Part One: Frozen" - "Sleevemore Part Two: Found" - "Sleevemore Part Three: Future" |
| 2019–2021 | Gabby Duran: Babá de Aliens                      | Gabby Duran                | Papel principal                                                                                              |
| 2019      | Deixa Rolar                                      | Dançarina zumbi            | Episódio: "You Decide LIVE!"                                                                                 |
| 2019      | Disney Hall of Villains                          | Ela mesma                  | Especial de TV                                                                                               |
| 2019      | Disney Channel Holiday Party @ Walt Disney World | Ela mesma                  | Especial de TV                                                                                               |
| 2020      | Descendants Remix Dance Party                    | Ela mesma                  | Especial de TV                                                                                               |
| 2021      | Doogie Kamealoha: Doutora Precoce                | Olivia                     | Episódio: "Career Babes"                                                                                     |
| 2023      | High School Musical: A Série: O Musical          | Dani                       | Papel recorrente (4ª temporada)                                                                              |
| 2024      | Spidey e Seus Amigos Espetaculares               | Tigresa Branca / Ava Ayala | Voz; Episódios: "Fool's Gold" e "Lizard's Buggy Bonanza"                                                     |
| 2025      | Cartoonified with Phineas and Ferb               | Ela mesma                  | Voz |

## Discografia

### Extended plays(EPs)
| Título                 | Detalhes |
| ---------------------- | --- |
| 10 Minute Songs Vol. 1 | - Lançamento: 25 de dezembro de 2023 - Formato(s): Download digital, streaming - Gravadora: Artist Partner, Heroine Music |
| B.O.Y.                 | - Lançamento: 7 de maio de 2025 - Formato(s): CD, download digital, streaming - Gravadora: Artist Partner, Heroine Music  |

### Singles

#### Como artista principal
| 2021                                                                                      | "Switch Phones" | —  | Adicionado à nenhum álbum    |
| 2023                                                                                      | "Texts Go Green" | —  | Adicionado à nenhum álbum    |
| 2023                                                                                      | "Santa Tell Me" | —  | Adicionado à nenhum álbum    |
| 2023                                                                                      | "Put the Record On" | —  | 10 Minute Songs Vol. 1       |
| 2024                                                                                      | "Elastic" | —  | Adicionado à nenhum álbum    |
| 2024                                                                                      | "Boo'd Up" | —  | Adicionado à nenhum álbum    |
| 2024                                                                                      | "What's My Name (Red Version)" (com China Anne McClain) | —  | Descendants: The Rise of Red |
| 2024                                                                                      | "Unsure" (com Alan Walker) | —  | Walkerworld 2.0              |
| 2024                                                                                      | "Red" (com Alex Boniello) | 13 | Descendants: The Rise of Red |
| 2024                                                                                      | "Boy for a Day" | —  | B.O.Y.                       |
| 2025                                                                                      | "Goodie Bag" | —  | B.O.Y.                       |
| 2025                                                                                      | "Denim" | —  | B.O.Y.                       |
| 2025                                                                                      | "See U Tonight" (part. Yunah e Minju of Illit) | —  | B.O.Y.                       |
| 2025                                                                                      | "Worlds Collide" (from "Disney Descendants/ZOMBIES: Worlds Collide Tour") (com Freya Skye, Malia Baker, Malachi Barton, Joshua Colley, Mekonnen Knife e Dara Reneé) | —  | Adicionado à nenhum álbum    |
| 2025                                                                                      | "99" | —  | B.O.Y.                       |
| "—" denota lançamentos que não entraram nas paradas ou não foram lançados naquela região. | |    |                              |

#### Como artista convidada
| Ano  | Canção                                                        | Melhores posições | Melhores posições | Álbum                     |
| Ano  | Canção                                                        | EUA Dance         | SUE Heat.         | Álbum                     |
| ---- | ------------------------------------------------------------- | ----------------- | ----------------- | ------------------------- |
| 2021 | "Sad Boy" (R3hab e Jonas Blue part. Ava Max e Kylie Cantrall) | 17                | 3                 | Adicionado à nenhum álbum |

### Singlespromocionais
| Ano  | Canção | Álbum                     |
| ---- | --- | ------------------------- |
| 2016 | "Sleep Is 4 Suckas"                                                                                                  | Adicionado à nenhum álbum |
| 2016 | "Abraca Dab Bruh" | Adicionado à nenhum álbum |
| 2017 | "Feature from Quavo"                                                                                                 | Adicionado à nenhum álbum |
| 2017 | "The Party Follows Me" (part. Lexee Smith)                                                                           | Adicionado à nenhum álbum |
| 2017 | "Shake" | Adicionado à nenhum álbum |
| 2019 | "That's What I'm Talkin' Bout"                                                                                       | Adicionado à nenhum álbum |
| 2019 | "Feeling Some Kinda Way"                                                                                             | Adicionado à nenhum álbum |
| 2019 | "I Do My Thing" (from "Gabby Duran & the Unsittables")                                                               | Adicionado à nenhum álbum |
| 2019 | "Calling All the Monsters"                                                                                           | Adicionado à nenhum álbum |
| 2019 | "Sucker" | Adicionado à nenhum álbum |
| 2019 | "My Favorite Things"                                                                                                 | Adicionado à nenhum álbum |
| 2020 | "No Reason" | Adicionado à nenhum álbum |
| 2024 | "Red Christmas" (from "Descendants: The Rise of Red")                                                                | Adicionado à nenhum álbum |
| 2024 | "Wickedly Sweet" (from "Wickedly Sweet: A Descendants Short Story") (com Dara Reneé, Ruby Rose Turner e Malia Baker) | Adicionado à nenhum álbum |

### Outras aparições
| Ano  | Canção                                 | Outro(s) artista(s)                                  | Álbum                                                                          |
| ---- | -------------------------------------- | ---------------------------------------------------- | ------------------------------------------------------------------------------ |
| 2019 | "Santa Claus Is Comin' to Town"        | —                                                    | Disney Channel Holiday Hits 2019                                               |
| 2020 | "What's My Name (Dance Remix)"         | ZaZa                                                 | Descendants Remix Dance Party                                                  |
| 2021 | "Beggin'"                              | Tauheed Ellis                                        | Life Like a Puzzle                                                             |
| 2023 | "High School Musical"                  | —                                                    | High School Musical: The Musical: The Series: The Soundtrack: The Final Season |
| 2023 | "Nightmares Come to Life"              | Cast of High School Musical: The Musical: The Series | High School Musical: The Musical: The Series: The Soundtrack: The Final Season |
| 2024 | "Love Ain't It"                        | Rita Ora, Brandy e Malia Baker                       | Descendants: The Rise of Red                                                   |
| 2024 | "Fight of Our Lives"                   | Malia Baker                                          | Descendants: The Rise of Red                                                   |
| 2024 | "Life Is Sweeter"                      | Descendants – Cast                                   | Descendants: The Rise of Red                                                   |
| 2024 | "Life Is Sweeter (Reprise)"            | Rita Ora                                             | Descendants: The Rise of Red                                                   |
| 2024 | "Life Is Sweeter (Remix)"              | Descendants – Cast                                   | Descendants: The Rise of Red                                                   |
| 2024 | "Bad Reputation"                       | —                                                    | Descendants: The Rise of Red                                                   |
| 2024 | "Red (Halloween Remix)"                | Alex Boniello                                        | Descendants: The Rise of Red - Halloween EP                                    |
| 2024 | "Love Ain't It (Halloween Remix)"      | Rita Ora, Brandy e Malia Baker                       | Descendants: The Rise of Red - Halloween EP                                    |
| 2024 | "Fight of Our Lives (Halloween Remix)" | Malia Baker                                          | Descendants: The Rise of Red - Halloween EP                                    |

## Turnês
| Oficiais - Descendants/Zombies: Worlds Collide Tour (2025) |